# 東神奈川
東神奈川（ひがしかながわ）は、神奈川県横浜市神奈川区の町名。現行行政地名は東神奈川一丁目及び東神奈川二丁目。住居表示未実施区域。ここではかつて存在していた稲荷町（いなりちょう）、御殿町（ごてんちょう）、神明町（しんめいちょう）、東神奈川町（ひがしかながわちょう）についても述べる。

## 地理
神奈川区南部に位置する。北で立町、北東の線路上の一点で浦島丘、北東で亀住町、東で新町、南東で千若町、南で神奈川、南西で神奈川本町、西で西神奈川、北西で富家町と隣接する。北西側に面した国道1号（第二京浜）と南東の入江川第二派川に挟まれている。

### 面積
面積は以下の通りである。
| 町名           | 面積（km²） |
| -------------- | ----------- |
| 東神奈川一丁目 | 0.082       |
| 東神奈川二丁目 | 0.202       |
| 計             | 0.284       |

## 歴史
- 1932年（昭和7年）1月1日 - 神奈川町の一部を分離し、稲荷町、御殿町、神明町、東神奈川町を新設[7]。
- 1976年（昭和51年）1月18日 - 土地区画整理事業に伴い、神奈川通、御殿町、神明町、東神奈川町、亀住町、稲荷町の各一部から東神奈川一丁目及び東神奈川二丁目を新設、稲荷町、御殿町、神明町、東神奈川町は廃止される[8]。

### 地名の由来
町名は東神奈川駅から採られている。

### 町名の変遷
| 実施後         | 実施年月日                | 実施前（各町名ともその一部）                                  |
| -------------- | ------------------------- | ------------------------------------------------------------- |
| 東神奈川一丁目 | 1976年（昭和51年）1月18日 | 神奈川通、御殿町、神明町、東神奈川町（各一部）                |
| 東神奈川二丁目 | 1976年（昭和51年）1月18日 | 稲荷町（全域） 神奈川通、亀住町、神明町、東神奈川町（各一部） |

## 世帯数と人口
2025年（令和7年）6月30日現在（横浜市発表）の世帯数と人口は以下の通りである。
| 町名           | 世帯数    | 人口    |
| -------------- | --------- | ------- |
| 東神奈川一丁目 | 865世帯   | 1,457人 |
| 東神奈川二丁目 | 1,401世帯 | 2,098人 |
| 計             | 2,266世帯 | 3,555人 |

### 人口の変遷
国勢調査による人口の推移。
| 年                 | 人口  |
| ------------------ | ----- |
| 1995年（平成7年）  | 1,712 |
| 2000年（平成12年） | 1,680 |
| 2005年（平成17年） | 2,386 |
| 2010年（平成22年） | 2,792 |
| 2015年（平成27年） | 2,905 |
| 2020年（令和2年）  | 3,289 |

### 世帯数の変遷
国勢調査による世帯数の推移。
| 年                 | 世帯数 |
| ------------------ | ------ |
| 1995年（平成7年）  | 857    |
| 2000年（平成12年） | 841    |
| 2005年（平成17年） | 1,179  |
| 2010年（平成22年） | 1,595  |
| 2015年（平成27年） | 1,692  |
| 2020年（令和2年）  | 1,967  |

## 学区
市立小・中学校に通う場合、学区は以下の通りとなる（2024年11月時点）。
| 町名           | 番地 | 小学校               | 中学校               |
| -------------- | ---- | -------------------- | -------------------- |
| 東神奈川一丁目 | 全域 | 横浜市立神奈川小学校 | 横浜市立栗田谷中学校 |
| 東神奈川二丁目 | 全域 | 横浜市立神奈川小学校 | 横浜市立浦島丘中学校 |

東神奈川一丁目については2024年（令和6年）8月5日以降に入学する児童について適用され、それ以前については経過措置により横浜市立幸ケ谷小学校となる。また、中学校区についても2030年（令和12年）11月1日以降に入学する生徒は横浜市立浦島丘中学校となるがそれ以前に入学した生徒はそれ以降も従前のままである。

## 事業所
2021年（令和3年）現在の経済センサス調査による事業所数と従業員数は以下の通りである。
| 町名           | 事業所数  | 従業員数 |
| -------------- | --------- | -------- |
| 東神奈川一丁目 | 103事業所 | 1,906人  |
| 東神奈川二丁目 | 67事業所  | 1,146人  |
| 計             | 170事業所 | 3,052人  |

### 事業者数の変遷
経済センサスによる事業所数の推移。
| 年                 | 事業者数 |
| ------------------ | -------- |
| 2016年（平成28年） | 161      |
| 2021年（令和3年）  | 170      |

### 従業員数の変遷
経済センサスによる従業員数の推移。
| 年                 | 従業員数 |
| ------------------ | -------- |
| 2016年（平成28年） | 2,203    |
| 2021年（令和3年）  | 3,052    |

## 交通

### 鉄道
- JR東日本京浜東北線・横浜線 - 東神奈川駅
- 京浜急行電鉄 - 京急東神奈川駅

### 道路
- 首都高速道路横羽線 - 東神奈川出入口
- 国道15号（第一京浜）

## 施設
- CIAL PLAT - 2009年10月7日開業。
- かなっくシティ
- 神奈川警察署東神奈川駅前交番
- 神奈川県警察高速道路交通警察隊東神奈川連絡所
- 横浜市立神奈川小学校
- 横浜市かながわ保育園
- 東神奈川駅前郵便局
- 京浜急行電鉄新町検車区
- 神奈川スケートリンク
- 笠䅣稲荷神社
- 熊野神社
- 金蔵院
- 東光寺
- 能満寺

## その他

### 郵便番号
- 221-0044[3]（集配局：神奈川郵便局[19]）

### 警察
町内の警察の管轄区域は以下の通りである。
| 番地 | 警察署       | 交番             |
| ---- | ------------ | ---------------- |
| 全域 | 神奈川警察署 | 東神奈川駅前交番 |